# (5831) Dizzy
(5831) Dizzy (1991 JG) – planetoida z grupy pasa głównego asteroid okrążająca Słońce w ciągu 4,42 lat w średniej odległości 2,69 j.a. Odkryta 4 maja 1991 roku.